# 喷出岩

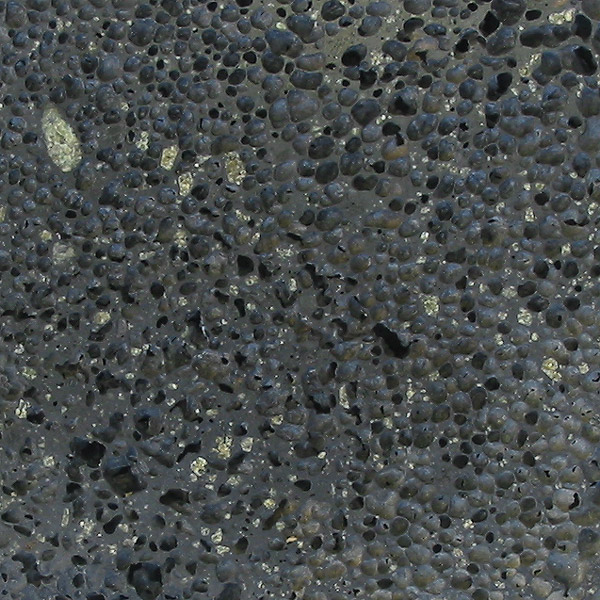
橄榄玄武岩，其中绿色斑晶为橄榄石

喷出岩是一种火成岩，也被称为火山岩，是由火山喷出的岩浆在地表迅速冷却凝固后形成的岩石，由于冷却速度很快，一般喷出岩的结构会形成细粒、隐晶，或形成玻璃质，经常包含有碎屑和斑晶；含有斑晶的称为“某某斑岩”，比如英安斑岩、流纹斑岩等等，岩石中及含有斑晶也含有碎屑，大些的碎屑则称为角砾。
喷出岩由于冷却很快，有时其中气体无法逸出，形成很小的气泡，最典型的如浮岩，由于含气量大，造成比重小，甚至能在水中漂浮。
喷出岩中含硅量低的一般称为玄武岩，含硅量高的为流纹岩，此外硅含量中等的还有安山岩、粗面岩和英安岩等。火山喷出的火山灰和碎屑会形成凝灰岩。其实就是一一对应了超基性，基性，中性，酸性花岗岩岩浆化学成分对应的岩类：蛇绿岩套（辉长岩、辉绿岩等），闪长岩，花岗闪长岩，花岗岩。只是说在成因上一个是喷出岩，一个是潜伏岩。

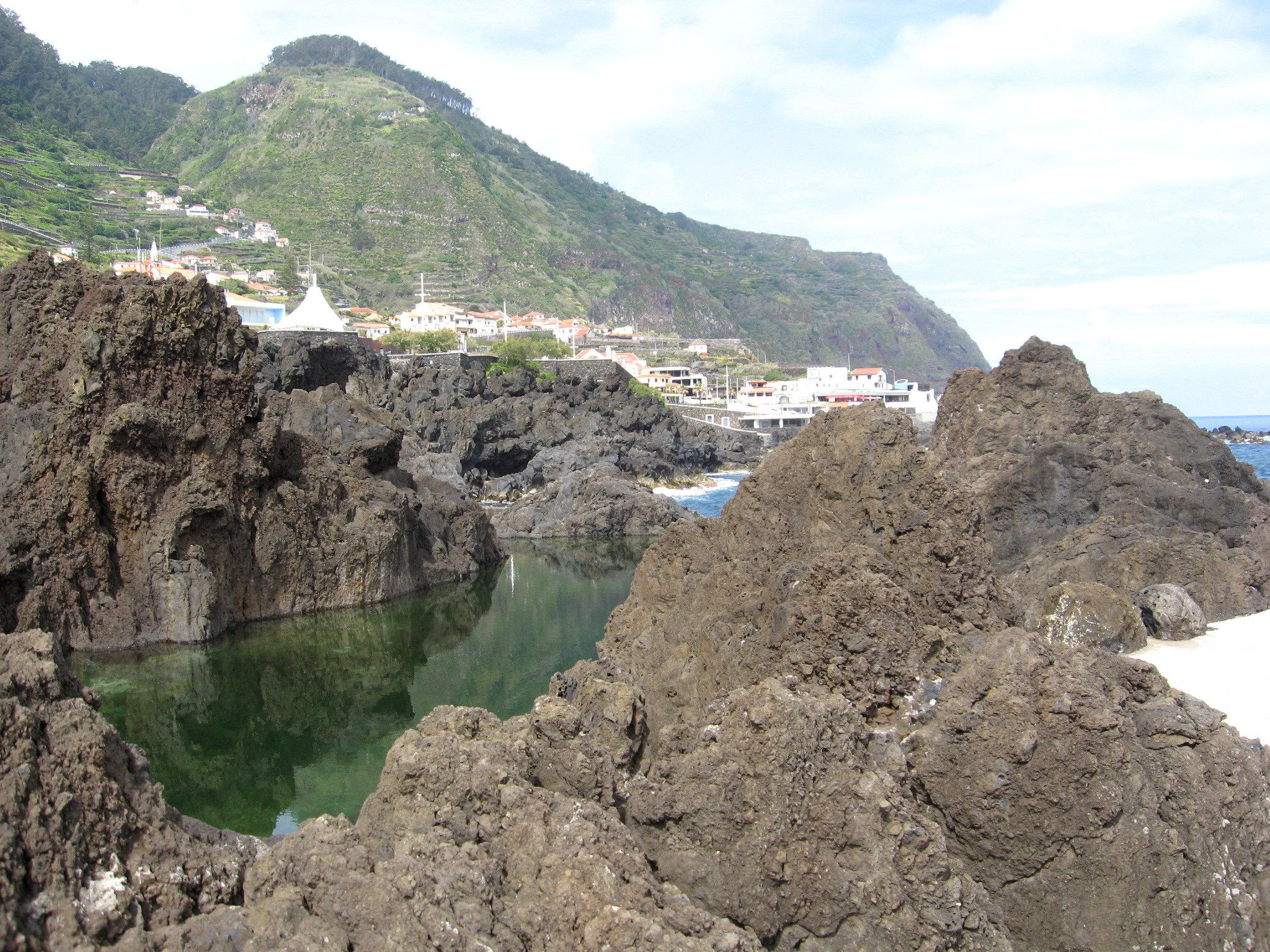

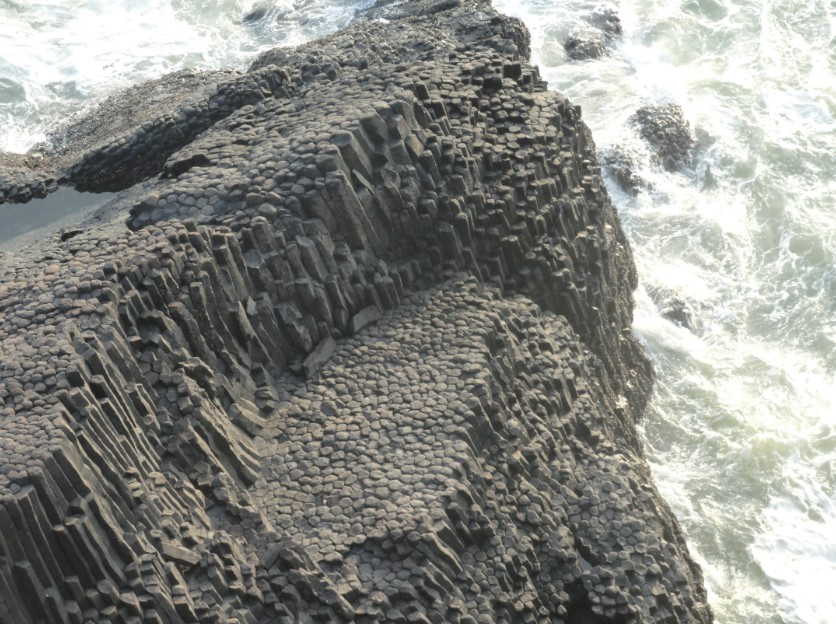
构成中国漳州南碇岛的火山岩